# Neuhof (Denklingen)
Neuhof ist ein Ortsteil der Gemeinde Denklingen im oberbayerischen Landkreis Landsberg am Lech.

## Geografie
Der Weiler Neuhof liegt circa vier Kilometer südlich von Denklingen auf einer Schotterterrasse des Lechs beiderseits der Bundesstraße 17 östlich des Sachsenrieder Forsts.

## Geschichte
Neuhof war bis zum 30. Juni 1972 ein Ortsteil der ehemaligen Gemeinde Epfach.